# Riu Arda
El riu Arda - búlgar Арда (Arda), grec Άρδας (Ardas) i antigament Arpissos - és un riu que passa per Bulgària, Grècia i Turquia, és l'afluent principal del Maritsa. Té una llargària de 290 km i ocupa una conca de 5.795 km².

## Geografia
El riu Arda neix a Bulgària, al massís de Ròdope, prop de la ciutat de Smolkhan. Recorre 290 km fins a l'est, travessant les poblacions de Rudozem, Kărdžali, Madžarovo i Ivajlovgrad, abans de travessar l'extrem nord de la unitat perifèrica de l'Hebros (Grècia), on passa per la ciutat de Kastànies. A continuació desemboca al riu Maritsa, a l'oest d'Edirne (Turquia), on contribueix a la formació del delta d'Orestíada.
El principals afluents de l'Arda són el Vărbica, el Krumovica i el Černa.
La part búlgara del seu curs està marcada per tres embassaments que serveixen per a la producció d'energia hidroelèctrica i pel regadiu: embassaments de Kărdžali, Studen Kladenec i Ivajlovgrad. L'Arda és el riu més llarg dels que neixen al massís de Ròdope. El pont medieval sobre l'Arda anomenat Pont del Diable (Djavolski most), prop d'Ardino, és una atracció turística coneguda a tot el país.
El pic Arda, que s'eleva a l'illa Livingston, situada al nord de l'Antàrtida (en búlgar Арда връх, Arda verăh) ha estat batejat amb aquest nom per la Comissió Búlgara pels Topònims Antàrtics. La zona del planeta Mart Arda Valles també deu el seu nom a aquest riu.